# Osvaldo Lourenço Filho
Osvaldo Lourenço Filho (Fortaleza, 11 april 1987) – alias Osvaldo – is een Braziliaans voetballer die doorgaans speelt als spits. In januari 2023 verruilde hij CSA voor Vitória. Osvaldo maakte in 2013 zijn debuut in het Braziliaans voetbalelftal.

## Clubcarrière
Osvaldo doorliep de jeugdopleiding van Fortaleza en werd in 2006 doorgeschoven naar het eerste elftal. Daarin wist hij tot eenenveertig wedstrijden te komen waarin hij veertien doelpunten maakte. Na een verhuurperiode bij Ríver verkaste de aanvaller in 2008 naar Al-Ahli, waar hij vier jaar onder contract stond. Hij werd nog verhuurd aan Braga, maar dat was geen al te vruchtvolle samenwerking. Bij Ceará was hij succesvoller met vijf doelpunten in zesendertig wedstrijden en hij verdiende er een transfer naar São Paulo mee. Drie jaar later verkaste de Braziliaan naar Al-Ahli uit Saoedi-Arabië. Na een halfjaar keerde Osvaldo terug naar Brazilië, waar hij voor Fluminense ging spelen. In de zomer van 2017 werd de aanvaller voor het restant van het kalenderjaar verhuurd aan Sport Recife. Na afloop van deze verhuurperiode verliet hij Fluminense. Hierop keerde hij terug bij de club waar zijn carrière ooit begon, Fortaleza. Na drie maanden tekende hij een contract tot eind november 2018 bij Buriram United. Na afloop van deze verbintenis gingen beide partijen uit elkaar. Hierop keerde hij voor de tweede mail terug bij Fortaleza. Hier speelde hij drie jaar, voor hij in januari 2022 vertrok. Hierop ging Osvaldo spelen voor CSA om een jaar later te verkassen naar Vitória.

## Interlandcarrière
Osvaldo debuteerde op 6 april 2013 in het Braziliaans voetbalelftal als vervanger van de geblesseerde Lucas Moura. Op die dag werd er met 0–4 gewonnen van Bolivia. De aanvaller moest van bondscoach Luiz Felipe Scolari op de bank beginnen en hij viel tijdens de rust in voor Neymar.
| Interlands van Osvaldo voor Brazilië | Interlands van Osvaldo voor Brazilië | Interlands van Osvaldo voor Brazilië | Interlands van Osvaldo voor Brazilië | Interlands van Osvaldo voor Brazilië | Interlands van Osvaldo voor Brazilië | Interlands van Osvaldo voor Brazilië |
| №                                    | Datum                                | Wedstrijd                            | Uitslag                              | Competitie                           | Goals                                |                                      |
| Als speler bij São Paulo             | Als speler bij São Paulo             | Als speler bij São Paulo             | Als speler bij São Paulo             | Als speler bij São Paulo             | Als speler bij São Paulo             | Als speler bij São Paulo             |
| ------------------------------------ | ------------------------------------ | ------------------------------------ | ------------------------------------ | ------------------------------------ | ------------------------------------ | ------------------------------------ |
| 1                                    | 6 april 2013                         | Bolivia – Brazilië                   | 0 – 4                                | Vriendschappelijk                    |                                      |                                      |
| 2                                    | 25 april 2013                        | Brazilië – Chili                     | 2 – 2                                | Vriendschappelijk                    |                                      |                                      |

Bijgewerkt op 22 april 2025.